# Aïnon

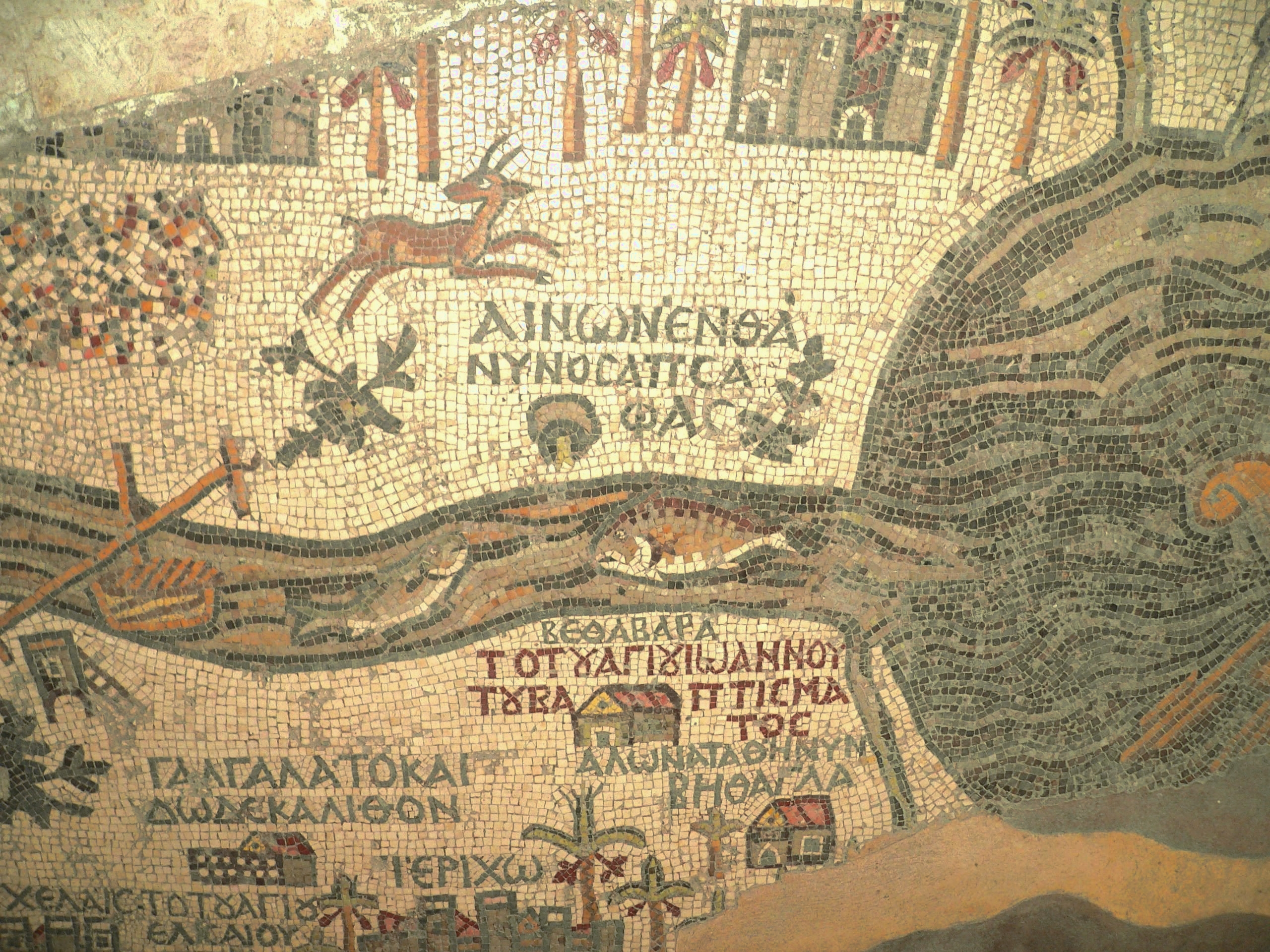
Aénon marqué sur la carte de Madaba du VI, marqué sous le nom dAinon, où se trouve désormais Sapsaphas.

Aïnon (ou Ænon) est un des deux lieux où Jean le Baptiste baptisait selon l'évangile attribué à Jean. Celui-ci mentionne que Jean « baptisait, à Aenon, près de Salim, car les eaux y abondaient (Jn 3:23) ». Ce lieu est identifié au lieu-dit « Uyum » à Ain Fa'rah « aux sources du Wadi Fa'rah, affluent du Jourdain à une douzaine de kilomètres au nord-est de Sichem (Samarie), », « ou avec une des sources pérennes du flanc oriental du mont Garizim proche du village de Salim, non loin de l'antique Sichem alors détruite. »
Au VIe siècle, les auteurs de la carte de Madaba hésitent sur sa localisation et désignent deux endroits comme étant Aïnon (Αίνών). L'un appelé « Aïnon près de Salem qui est aussi Saloumias » correspond au site retenu par les historiens, l'autre se trouve beaucoup plus au sud juste avant la mer Morte et est appelé « Aïnon qui est maintenant Sapsaphas », ce site est rejeté par les historiens.
Aïnon pourrait faire référence au mot ‘source’ en araméen.[réf. souhaitée]